# Каракаш (повіт)
37°16′12″ пн. ш. 79°44′01″ сх. д. / 37.26989° пн. ш. 79.73348° сх. д.
Каракаш (також Моюй, кит. 墨玉县, пін. Mòyù Xiàn, трансліт. Karakax) — один із повітів КНР у складі області Хотан, СУАР. Адміністративний центр — містечко Каракаш.

## Географія
Повіт Каракаш лежить на висоті понад 1300 метрів над рівнем моря у західній частині СУАР.

### Клімат
Повіт знаходиться у зоні, котра характеризується кліматом пустель помірного поясу. Найтепліший місяць — червень із середньою температурою 24,4 °C. Найхолодніший місяць — січень, із середньою температурою -4,9 °С.
| Клімат повіту Каракаш   | Клімат повіту Каракаш | Клімат повіту Каракаш | Клімат повіту Каракаш | Клімат повіту Каракаш | Клімат повіту Каракаш | Клімат повіту Каракаш | Клімат повіту Каракаш | Клімат повіту Каракаш | Клімат повіту Каракаш | Клімат повіту Каракаш | Клімат повіту Каракаш | Клімат повіту Каракаш | Клімат повіту Каракаш |
| Показник                | Січ.                  | Лют.                  | Бер.                  | Квіт.                 | Трав.                 | Черв.                 | Лип.                  | Серп.                 | Вер.                  | Жовт.                 | Лист.                 | Груд.                 | Рік                   |
| Середній максимум, °C   | 1,4                   | 7,2                   | 16,3                  | 24                    | 28,3                  | 31,3                  | 32,5                  | 31,7                  | 27,6                  | 21,1                  | 12                    | 3,2                   | 19,7                  |
| Середня температура, °C | −4,9                  | 0,5                   | 8,9                   | 15,9                  | 20                    | 23,1                  | 24,4                  | 23,2                  | 18,4                  | 10,8                  | 3,2                   | −3,4                  | 11,7                  |
| Середній мінімум, °C    | −10,5                 | −5,5                  | 1,9                   | 8,3                   | 12,8                  | 16,1                  | 17,8                  | 16,5                  | 11,2                  | 2,8                   | −3,6                  | −8,6                  | 4,9                   |
| Норма опадів, мм        | 1.8                   | 1.8                   | 2.5                   | 3                     | 7.6                   | 9.4                   | 7.8                   | 5.5                   | 4.7                   | 1.5                   | 0.5                   | 1.3                   | 47.4                  |
| Вологість повітря, %    | 61                    | 51                    | 39                    | 38                    | 47                    | 52                    | 59                    | 63                    | 65                    | 62                    | 57                    | 63                    | 54.8                  |
| ----------------------- | --------------------- | --------------------- | --------------------- | --------------------- | --------------------- | --------------------- | --------------------- | --------------------- | --------------------- | --------------------- | --------------------- | --------------------- | --------------------- |
| Джерело: data.cma.cn    |                       |                       |                       |                       |                       |                       |                       |                       |                       |                       |                       |                       |                       |